# It's Alright, It's OK
It's Alright, It's OK este primul disc single extras de pe albumul Guilty Pleasure al cântăreței americane Ashley Tisdale. Cântecul a fost lansat pe 14 aprilie 2009 în Statele Unite și în Canada, având un succes comercial moderat. Piesa a avut cel mai mare succes în Austrian Singles Chart, ajungând pe locul 5.

## Producție
Cântecul este compus și produs de Joacim Persson și Niclas Molinder. La 3 martie 2009 Tisdale a comunicat că primul single a albumului va fi acesta; piesa era pregătită să fie lansată pentru descărcare digitală pe 17 martie 2009, dar din motive necunoscute acest lucru a fost amânat pe 14 aprilie 2009, când piesa a fost lansată în exclusivitate în programul On Air With Ryan Seacrest, la radioul Kiss FM din Los Angeles, California, unde chiar Tisdale a prezentat cântecul.